# Сумбас
Сумбас (тур. Sumbas) — город и район в провинции Османие (Турция). Район был образован 24 октября 1996 года путём слияния деревень Караемерли и Араплы. Население в основном занимается сельским хозяйством, у города Мехметли для орошения полей создано водохранилище. В 2018 году численность населения района составляла 14 308 человек.
В район входит два города, Алибейли и Мехметли, 13 деревень и 2 махалля.